# エグスプロージョン
エグスプロージョン（EGU-SPLOSION）は、日本のダンサー（ダンスユニット）、振付師。吉本興業所属。よしもとの子会社であるShowtitleにも所属している。また、メンバー全員がアイドルグループ吉本坂46のメンバーでもある。YouTubeやTikTok等で有名且つ代表的な楽曲作品として、踊る授業シリーズ「本能寺の変」や「千利休」などが挙げられる。

## メンバー
- まちゃあき （1981年10月9日（43歳）、山口県下関市出身）

エグスプロージョンを結成した初代リーダーより二代目を引き継ぎ、以後現在までリーダーを務めている。元々は俳優志望で上京するが、東京でストリートダンスに出会いダンサーとなる。BOØWY、特に氷室京介 の大ファン。弾き語りをしていた経験を活かしてエグスプロージョンの楽曲制作も担当しており、そのジャンルはお笑い要素のあるリズムネタからEDMパーティーチューンなど幅広い。また森山直太朗やNMB48の振付を行うなど、エンターテイメントにおいてクリエイティブな一面を持つ。歴史、特に戦国武将に詳しい他、M-1グランプリを毎年一回戦からチェックするほどの大のお笑いファン。その現場になるとダンサーというよりは芸人に近いポテンシャルも併せ持つが、とにかくセリフを噛みやすい。吉本坂46では一期生として所属、チームREDのリーダーも務めている。後述の通り、おばらよしおやファンより「殿」と呼ばれ強いリーダーシップを示す反面、アロマやスイーツを好み、時折女性のような一面も見せる。一児の娘を持つシングルファーザー。
- おばらよしお （1982年3月12日（43歳）、神奈川県横浜市 出身）

ルックスも良く高身長の二枚目。派手なヘアースタイルやファッションなどで一見粗野な人物に見られがちだが、物腰も柔らかく言葉遣いも丁寧。常にリーダーであるまちゃあきを立て「殿」と呼称し、自身は「一兵卒」と遜るほど。その生真面目な人柄から幅広い年齢層に慕われる性格でもある反面、しばしばまちゃあきより「固い」などと指摘される事もある。まちゃあきへのツッコミ役でもある。日々のファッションをSNS に投稿したり、自身でアクセサリーブランドをプロデュースしたり、バーテンダー兼DJを始めたり、田中一成・田中彪らが主宰する劇団T-gene stageにて舞台役者として活動したりと、まちゃあきとはまた違う分野での、幅の広いセンスを持つ。スチャダラパー、ゲームセンターCX、水曜どうでしょう、モンスターハンターシリーズとドラゴンクエストシリーズの大ファン。特にモンスターハンターにおけるシリーズ累計プレイ時間は5,000時間を超える。吉本坂46には二期生で所属している。

## 脱退メンバー
脱退順
- ひとりでできるもん（1983年9月11日（41歳）、沖縄県出身神奈川県育ち）

高校時代よりスヌーピーJとダンスチーム「スペースインベーダーザクロ」を結成していた。一時はスヌーピーJとともに加入するも、当時就職していた仕事が多忙をきわめ、昇一と入れ替わるような形で脱退、その後ソロダンサーとして一躍有名になる。これによりその後まちゃあきとの確執が生まれた。現在は後述の一件でまちゃあきとも和解、エグスプロージョンと3人で「EDISON」としても活動、毎年全国ライブツアーやファンクラブでのイベントなどを敢行している。
- 昇一(現在はSHO→1)（1984年9月15日（40歳）、東京都葛飾区出身）

2003年エグスプロージョンに最後に加入したメンバー。チーム結成10周年を記念した、エグスプロージョン初の全国ツアー敢行1ヶ月前の2012年6月に、体調不良により期間未定で活動休止。この時まちゃあきが当時まだ確執の残るひとりでできるもんに急遽助っ人を依頼、ツアーは無事完走し、まちゃあきとも和解する。しかし昇一は快方に向かわず、そのまま同年12月に脱退。
- スヌーピーJ（1981年10月6日（43歳）、神奈川県相模原市出身）

高校時代よりひとりでできるもんとダンスチーム「スペースインベーダーザクロ」を結成していたがその後チームは解散、ライバル視されていたエグスプロージョンに誘われて、ひとりでできるもんとともに加入。2014年12月に脱退。現在は昇一と「スペースインベーダーザクロ」を再結成。

## グループ名について
「エグい」と「エクスプロージョン」を掛け合わせた、「爆発的にエグい」を意味する造語。

## 概要

### ダンスチームとして
ダンスジャンルはEDIT（フリースタイル）。
HIPHOPからLOCK、POP、HOUSEなど様々なダンスジャンルを盛り込み使用する楽曲に合わせ「編集」する。使用する楽曲も後述にもあるようなサンプリングしたオリジナルミックス音源を使用するため、それらを併せて自身のジャンルを「EDIT」と呼称、提唱している。
活動としては、従来のダンスチームの概念に当てはまらない、非常に異色なタイプのダンスチームである。
自身の出演するステージ、コレオグラファーやバックダンサー、ダンス審査員などのダンサーとしての活動以外にも、各種メディアへの出演（後述）、オリジナル楽曲のリリース、動画投稿サイトYouTubeでの動画制作（後述）、舞台やコントへの出演や演出、司会、トークライブイベントの主催、ユニットのプロデュースなど、ダンサーの枠にとらわれないあらゆる活動を行っている。中でも現在の主な活動のひとつとして、ひとりでできるもんとのライブユニット「EDISON」としてアーティスト活動がある。EDISONとしては、エグスプロージョン結成10周年を記念した2012年に全国ツアーを初めて実施、以来毎年、夏と冬に全国ツアーを敢行しており、2016年には自身の夢のひとつだったと語る全国各地の大型ライブハウスZeppでのワンマンライブツアーも成功させている。

### クラブで踊るストリートダンサーから芸能タレントになるまで
2002年の夏、都内の同じダンススクールに通う者達の中で特に実力があったメンバーを、初代リーダーが呼び集めて結成される。当初はクラブイベントやダンスコンテストへの参加、ダンススクールでのレッスンなどを中心に活動。
その後初代リーダーを含めたメンバーの入れ替わりが何度かある中で、ダンス番組スーパーチャンプル（中京テレビ）に出演。一般的にもよく知られた楽曲をまちゃあきがリミックスした音楽で、あらゆるジャンルをミックスしたダンスを披露、さらにはそのヴィジュアルも相まって人気を博し、幾度の同番組出演を経て人気ランキング3ヶ月間連続1位を獲得、ランキングの初代殿堂入りダンスチームとなる。
番組終了後、活動が低迷する中で徐々に芸能活動を意識し始め、スーパーチャンプルと吉本興業のコラボレーション企画の舞台に出演した事がきっかけで2010年によしもとクリエイティブ・エージェンシーに所属。ダンサーとしての活動に加えテレビ、ラジオ、舞台やコント、トークライブや生配信への出演など、タレントとして活動を本格化させる。

### 「本能寺の変」を生み出し現在に至るまでの活動
しかしその後さらなるメンバーの脱退があり、2015年より、結成当初のオリジナルメンバーでもある、まちゃあき、おばらよしおの2人組ユニットとなる。これによりこれまでのダンス作品の表現に限界を感じた2人は、自身のYouTubeチャンネルでの活動に注力、お笑い芸人のネタをダンス作品にリメイクする作品をアップロードし徐々に注目を集め、2015年3月に踊る授業シリーズ第一弾「本能寺の変」を制作、これが地上波で取り上げられ一躍有名となる。のちにこの作品は2015年に日本国内において、最も再生された動画となり、本能寺の変だけでなく、再生回数国内トップ10のうち約半数が本能寺の変をはじめとした「踊る授業シリーズ」が占める、という快挙も同時に達成している。
10年後にあたる2025年3月までに「本能寺の変」は再生回数8,000万回を超え、チームとしての活動歴も四半世紀を超えた現在も、この「踊る授業シリーズ」制作を軸に、幅広い分野で芸能活動を続けている。

### YouTubeでの活動概要
YouTube上に公開した動画「踊る授業シリーズ」がヒットし、中でも2015年3月に公開された「本能寺の変」は2024年8月の時点で8000万回再生されている。2015年6月10日にスッキリ（日本テレビ）に出演。第2作「ペリー来航」（2015年5月）、第3作「島原の乱」（2015年6月）、ひとりでできるもんとの第4作「関ケ原の戦い」（2015年6月)、第5作「小野妹子-遣隋使-」（2015年10月）が公開。「本能寺の変」が2015年のYouTube再生回数の年間ランキング（日本国内部門）で1位を獲得、その他4作もTOP10入りしている。その後も定期的に新作を配信しており、「千利休」（2016年5月）などがあり、こちらは2023年末よりショート動画投稿SNS「TikTok」にてまたもや学生によりヒット、翌2024年には1億回再生を突破している。
まちゃあき、おばらよしお共に歴史好きだが、まちゃあきは特に戦国時代や武将に詳しく織田信長を尊敬していると語っており、歴史に興味のない人にも分かりやすく伝えることで、興味を持ってもらうきっかけを作りたいとして同シリーズを考案したという。おばらよしおは歴史においては戦国時代は特に得意分野ではなく、源平合戦や奥州藤原氏、太平洋戦争などに詳しい。特に太平洋戦争については現在も勉強を続け、毎年夏には未鑑賞の太平洋戦争関連の映画を鑑賞している。
また「踊る授業シリーズ」の派生動画として企業やメーカーとの動画も多数制作され、その中には総務省とのコラボレーションで選挙権年齢の18歳引き下げを広報する「選挙権の変」なども制作されている。
その後も「踊る授業シリーズ」を軸に様々な動画がリリースされ続けており、エグスプロージョンチャンネルの現在（2020年12月時点）までのチャンネル総再生回数は、2億5,000万回を超える。

### その他の動き
2016年11月30日、アルバム「CD/E」でCDデビュー。以降毎年の全国ツアーにおいてアルバムCDのリリースがある。
2017年12月、おばらよしおが神奈川県内の自宅で知人女性を制止するため頭部を叩いた疑いで、2018年4月、傷害容疑で神奈川県警に書類送検されユニットの活動休止。2018年8月15日付けで不起訴処分となったほか、被害女性との和解が成立したことにより12月に活動再開した。
2018年8月20日、まちゃあきが約6000人の中から6次審査まである吉本坂46の最終オーディションに合格し、メンバー（1期生）に選ばれる。
2019年12月27日、おばらよしおが、吉本坂46の2期生メンバーオーディションに合格。
2020年11月11日、CD＋Blu-rayディスク＋ブックレット「踊る授業シリーズ 虎の巻」発売。
2022年8月26日、エグスプロージョン結成20周年を記念した20th AnniversaryLIVE TOUR 2022「COCKTAILS」を敢行。

## 出演
下記はあくまでも一部であり、下記記載以外に、スーパーチャンプル（中京テレビ）やスター⭐︎ドラフト会議（日本テレビ）、流派-R（テレビ東京）などのエンターテイメントパフォーマンス番組をはじめ、めちゃ×2イケてるッ! （フジテレビ） 、世界まる見え!テレビ特捜部 （日本テレビ）などのバラエティー番組、テストの花道（NHK Eテレ）、Rの法則 （NHK Eテレ）などの教育番組、スッキリ（日本テレビ）やZIP!（日本テレビ）などの情報番組、さらには本能Z（CBCテレビ）などの地方ローカル番組まで、地上波での出演番組のジャンルは、ダンサーとしては珍しく多岐に渡る。
ラジオ番組については、過去にFM NACK5でエグスプロージョンとしてレギュラーパーソナリティを務めていた。その他にも様々な番組にゲストとして出演しているため、ここでは割愛する。
また映像作品としては、宇多田ヒカル、EXILE、聖飢魔II、相川七瀬などの著名なアーティストのPV等への出演も多数あり、このうち幾つかの作品においては振付も担当している。

### 出演メディア（一部）
- エンタの神様（日本テレビ）
  - 2015年7月19日「本能寺の変」
  - 2015年9月19日「ペリー来航」
  - 2015年12月26日「本能寺の変×ラッスンゴレライ」※8.6秒バズーカーとのコラボで披露。
  - 2016年3月26日「小野妹子」
  - 2016年5月21日「関ヶ原の戦い」
  - 2016年10月1日「島原の乱」
  - 2016年12月24日「ペリー来航」
  - 2017年8月30日「西郷隆盛」
  - 2017年12月29日「生類憐みの令」
- おはスタ645（テレビ東京、2015年7月27日 - 8月21日）
- ダウンタウンなう（フジテレビ、2015年7月31日）
- 爆笑そっくりものまね紅白歌合戦スペシャル（フジテレビ、2015年10月23日）
- とんねるずのみなさんのおかげでした（フジテレビ、2015年11月26日）
- ナカイの窓（日本テレビ、2016年5月11日）
- ダウンタウンのガキの使いやあらへんで!!（日本テレビ）
  - ダウンタウンのガキの使い 大晦日年越しSP 絶対に笑ってはいけない科学博士（2016年12月31日）
  - ダウンタウンのガキの使い!絶対に笑ってはいけない科学博士!一挙大公開SP!!（2017年1月3日）
- みんなDEどーもくん!（2017年4月9日 - 2018年3月11日、NHK BSプレミアム）
- しまじろうのわお!（2017年4月、テレビせとうち） - ダンスのコーナー

## ディスコグラフィ

### アルバム
- CD/E（2016年11月30日、よしもとアール・アンド・シー）[23]
- Q＜Type-A(DVD付)＞、 Q＜Type-B＞ (2017年7月12日)
- UNO （2019年11月27日）
- 踊る授業シリーズ 虎の巻（2020年11月11日）
- ベストプロージョン FAN's BEST、ベストプロージョン M's BEST、 ベストプロージョン Y's BEST (2022年8月24日)

### ミニアルバム
- Q（2017年7月12日、よしもとアール・アンド・シー）[28]

### DVD
- EGU-SPLOSIONのまぶりきん!（2008年）
- EGU-SPLOSION HITORIDE-DEKIRUMON NUMBER-1（2014年）